# Agrilus mallotiellus
Agrilus mallotiellus es una especie de insecto del género Agrilus, familia Buprestidae, orden Coleoptera.
Fue descrita científicamente por Kurosawa, 1985.